# Psychotria sclerocarpa
Psychotria sclerocarpa là một loài thực vật có hoa trong họ Thiến thảo. Loài này được Whistler miêu tả khoa học đầu tiên năm 1986.